# Sphecodopsis namaquensis
Sphecodopsis namaquensis är en biart som beskrevs av Constance Margaret Eardley 1997. Sphecodopsis namaquensis ingår i släktet Sphecodopsis och familjen långtungebin. Inga underarter finns listade i Catalogue of Life.